# Steinway Hall
Pour les articles homonymes, voir Steinway (homonymie).

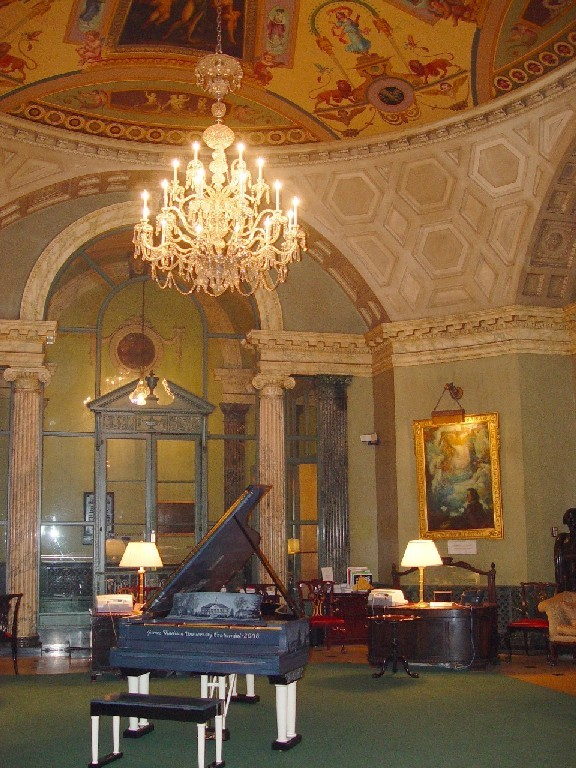
Intérieur de Steinway Hall.

Steinway Hall est le nom donné successivement à plusieurs immeubles à New York, ayant hébergé des salles de concert, de démonstration et de vente de la firme Steinway & Sons.

## Historique
Le premier Steinway Hall a été ouvert à New York en 1866, il contenait un auditorium de 2 000 places.
En 1864, William Steinway achète un immeuble sur la 14e rue et y expose plus de 100 pianos de sa marque. Pendant les deux années qui suivent, la demande en pianos augmente fortement. 
La salle de concert avait une scène permettant de recevoir un orchestre de 100 musiciens. Le hall d'entrée et les autres pièces étaient éclairées par plus de 700 lampes à gaz. Le rez-de-chaussée était occupé par les showrooms et les bureaux, l'auditorium étant situé au premier étage.
Le nouveau Steinway Hall a ouvert le 11 janvier 1925 sur la 57e rue.

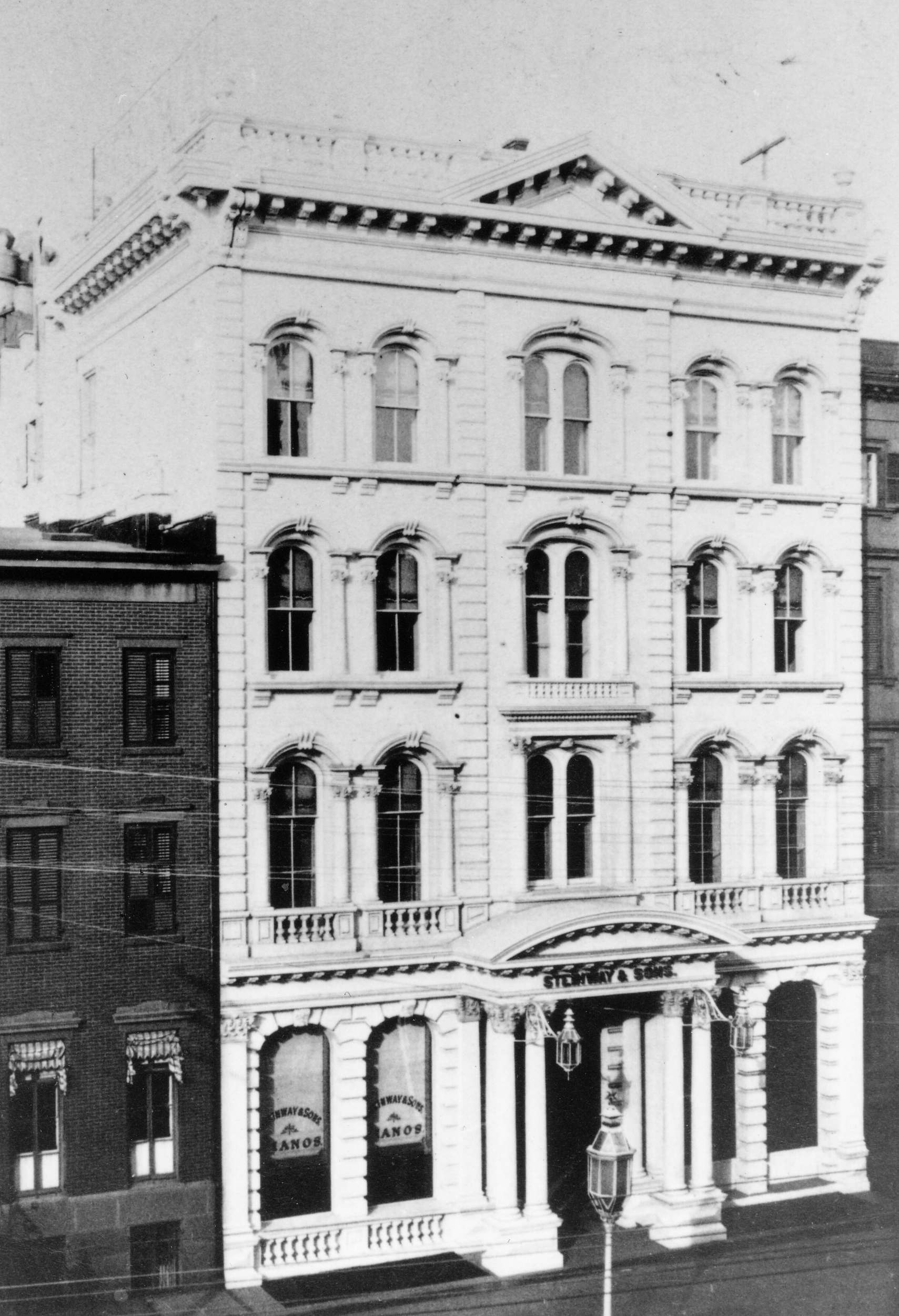
Steinway Hall sur la 14e rue (avant 1923).
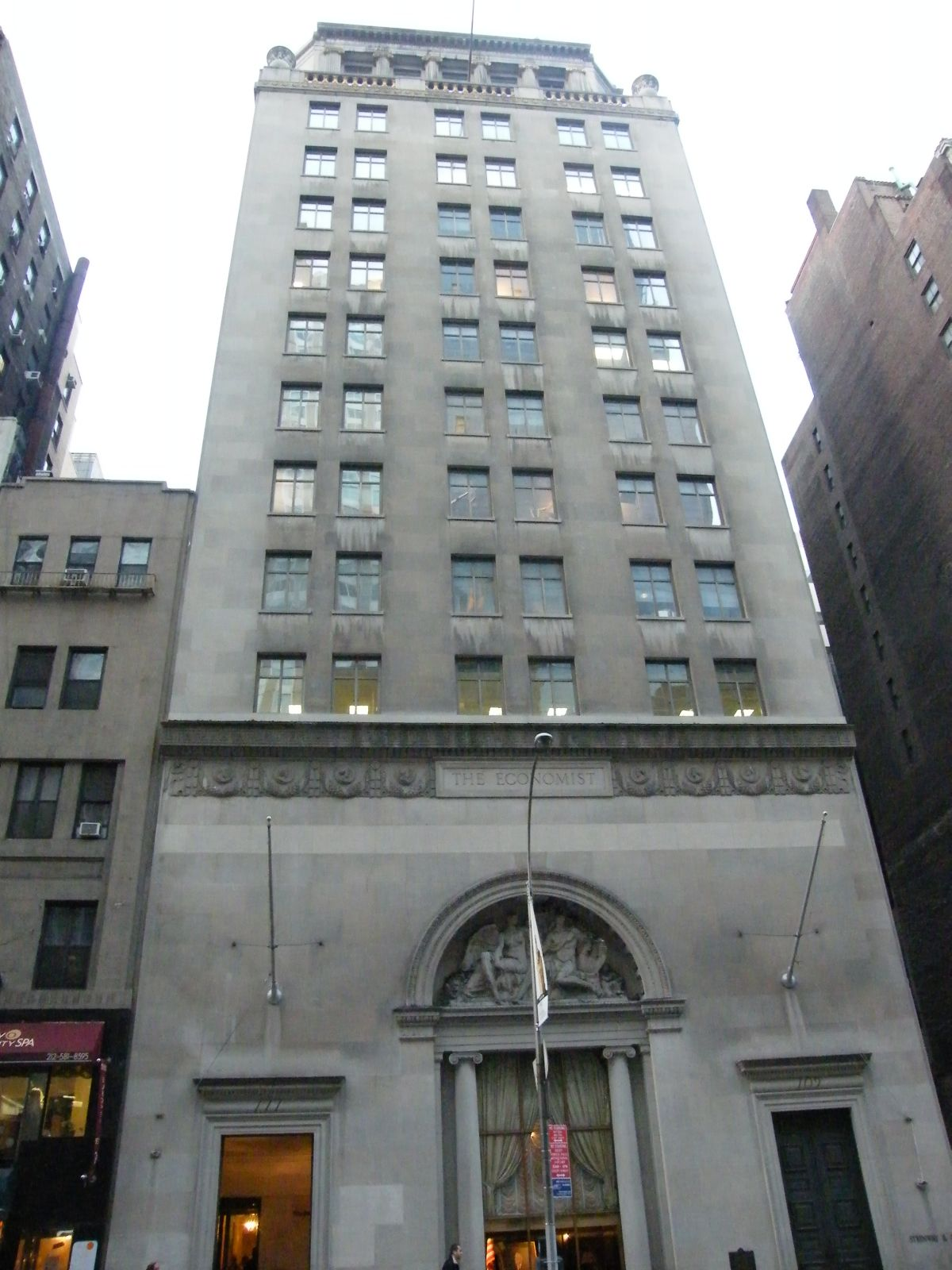
Steinway Hall à Manhattan sur la 57e rue, avant la construction de la Steinway Tower, mitoyenne.
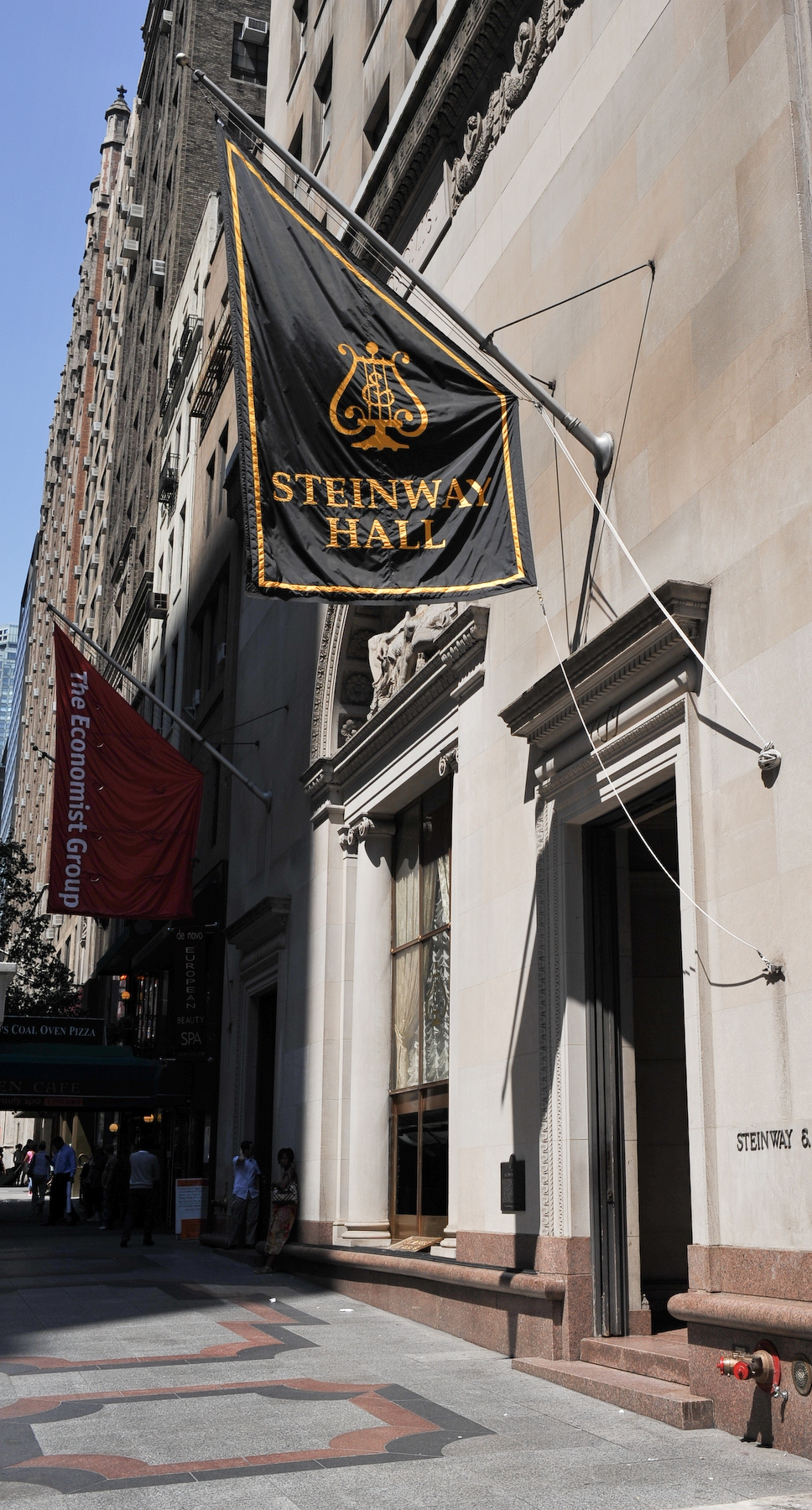
Entrée du Steinway Hall en 2008.

## Autres lieux
Des Steinway Halls et Steinway-Häuser sont également situés dans des villes comme Londres, Berlin, Vienne et Chicago.